# Ковров
Ковров (на руски: Ковров) е град в Русия, административен център на Ковровски район, Владимирска област. Населението на града към 1 януари 2018 година е 137 594 души.